# 白い月光
『白い月光』（しろいげっこう）は、花見沢Q太郎による日本の漫画。『ヤングキング』（少年画報社）において、1998年14号から1999年12号まで連載された。全22話。単行本はヤングキングコミックスより全2巻、完全版全1巻刊行。

## 概要
『ちまちまはいすくーる』『痛快すずらん通り』『HoneyBlue』に続く『ヤングキング』での連載であり、初の複数巻作品。花見沢Q太郎コレクションの第1弾である『ちますず』に続き、第2弾として本作の完全版が刊行されている。

## ストーリー
女子高生・ヒカルのクラスに転校生としてやってきた、長身の野生児・白井月光。人間離れしたパワーと常識外れの思考で、月光は様々な騒動を巻き起こして行く。

## 登場人物
白井 月光（しろい げっこう）
本作の主人公。長身巨躯で眼鏡をかけた白髪の野生児。ヒカルの父に連れられヒカルの住む街にやって来る。人並外れたパワー、反射神経、運動能力を持ち、天然・好色で、事あるごとにヒカルに抱き付く。
ヒカル
本作のヒロイン。父親と2人暮らし。道場を営む父に鍛えられ、ヒカル自身も強い。ファンクラブがあったり「裏学校新聞」にて学園裏アイドルとして扱われたりと、密かな人気がある。次第に月光に惹かれて行く。
深雪（みゆき）
ヒカルのクラスメートで親しい友人。恋愛経験豊富で、ヒカルの恋の相談にも乗っていた。筋肉大好きで月光を上玉と評し、ヒカルが肉体美に目覚めたと糠喜び。
ユキエ
家出少女。家を追い出された月光が見つけたボロ屋に、先に住んでいた。ウエンブリーというぬいぐるみといつも一緒。家出の原因は両親の不仲。
シャム
月光の住むボロ屋に、食べ物を求めて突然現れた謎の女性。月光の母親を名乗るなど2人を惑わす。月光やヒカルくらいの子供がいるとのこと。ヒカルの父曰く、「この辺で有名なホラふき」。
石川（いしかわ）
野球部主将。天井に頭が付きそうなほどの巨漢。野球部全体がヒカル好きであることを知り、ナインの団結にヒビが入らないようファンクラブを作った。ヒカルファンクラブの会長。
赤井 日光（あかい にっこう）
剣道部主将。自分と似た名前とヒカルとの噂が気に入らず、月光に真剣勝負を申し込む。柱をも貫く「万年突き」が十八番。竹刀がないと弱い。ヒカルが好き。
香川 隆盛（かがわ りゅうせい）
盾突く者には容赦しない「最強柔道部」の主将。目障りな月光を大人しくさせるため、文化祭で異種格闘技大会を開き、勝ち上がった月光と戦う。香川コンツェルンの御曹司で、通称「悪魔の指」。
雪（ゆき）／紫雲（しうん）／雨（あめ）
かつて月光がいた組織の人間。初めは月光を連れ戻すことを目的としていたが、月光らに反発されたため、殺すよう命じられる。

## 単行本
- 白い月光 1 ISBN 4785918969 （1999年4月1日発売）
- 白い月光 2 ISBN 4785919272 （1999年7月7日発売）
- 白い月光 完全版 ISBN 4785926066 （2006年1月27日発売）